# Desmoscelis villosa
 (septembre 2024).
La mise en forme du texte ne suit pas les recommandations de Wikipédia : il faut le « wikifier ».
Les points d'amélioration suivants sont les cas les plus fréquents :
- Les titres sont pré-formatés par le logiciel. Ils ne sont ni en capitales, ni en gras.
- Le texte ne doit pas être écrit en capitales (les noms de famille non plus), ni en gras, ni en italique, ni en « petit »…
- Le gras n'est utilisé que pour surligner le titre de l'article dans l'introduction, une seule fois.
- L'italique est rarement utilisé : mots en langue étrangère, titres d'œuvres, noms de bateaux, etc.
- Les citations ne sont pas en italique mais en corps de texte normal. Elles sont entourées par des guillemets français : « et ».
- Les listes à puces sont à éviter, des paragraphes rédigés étant largement préférés. Les tableaux sont à réserver à la présentation de données structurées (résultats, etc.).
- Les appels de note de bas de page (petits chiffres en exposant, introduits par l'outil «  Source ») sont à placer entre la fin de phrase et le point final[comme ça].
- Les liens internes (vers d'autres articles de Wikipédia) sont à choisir avec parcimonie. Créez des liens vers des articles approfondissant le sujet. Les termes génériques sans rapport avec le sujet sont à éviter, ainsi que les répétitions de liens vers un même terme.
- Les liens externes sont à placer uniquement dans une section « Liens externes », à la fin de l'article. Ces liens sont à choisir avec parcimonie suivant les règles définies. Si un lien sert de source à l'article, son insertion dans le texte est à faire par les notes de bas de page.
- La présentation des références doit suivre les conventions bibliographiques. Il est recommandé d'utiliser les modèles {{Ouvrage}}, {{Chapitre}}, {{Article}}, {{Lien web}} et/ou {{Bibliographie}}. Le mode d'édition visuel peut mettre en forme automatiquement les références.
- Insérer une infobox (cadre d'informations à droite) n'est pas obligatoire pour parachever la mise en page.

Pour une aide détaillée, merci de consulter Aide:Wikification.
Si vous pensez que ces points ont été résolus, vous pouvez retirer ce bandeau et améliorer la mise en forme d'un autre article.
Espèce
Synonymes
Selon Tropicos (21 septembre 2024)
- Chaetogastra hypericoides DC.
- Desmoscelis mollis Pittier
- Melastoma villosum Aubl. - Basionyme
- Rhexia hypericoides Willd.
- Rhexia villosissima Rich. ex Humb. & Bonpl.

Selon GBIF (21 septembre 2024)
- Chaetogastra hypericoides DC.
- Chaetogastra lychnitoides DC.
- Chaetogastra stachyoides (Bonpl.) DC.
- Desmoscelis lychnitoides (DC.) Naudin
- Desmoscelis mollis Pittier
- Desmoscelis stachyoides (Bonpl.) Naudin
- Desmoscelis villosa Aubl.
- Desmoscelis villosa var. fuscescens Cogn.
- Desmoscelis villosa var. gracillima Cogn.
- Desmoscelis villosa var. hypericoides (DC.) Cogn.
- Desmoscelis villosa var. lychnitoides (DC.) Cogn.
- Desmoscelis villosa var. ovata Cogn.
- Desmoscelis villosa var. purpureoviolacea Cogn.
- Desmoscelis villosa var. stachyoides (Bonpl.) Cogn.
- Desmoscelis villosa var. villosa (Aubl.) Naudin, 1850
- Melastoma villosum Aubl. - Basionyme
- Rhexia hypericoides Willd.
- Rhexia lychnitoides Schrank & Mart.
- Rhexia lychnitoides Schrank & Mart. ex DC.
- Rhexia stachyoides Bonpl.
- Rhexia stachyoides Kunth
- Rhexia villosissima Rich.
- Rhexia villosissima Rich. ex Humb. & Bonpl.
- Rhexia villosissima Rich. ex Kunth

Desmoscelis villosa est une espèce de plantes à fleurs de la famille des Melastomataceae.

## Description

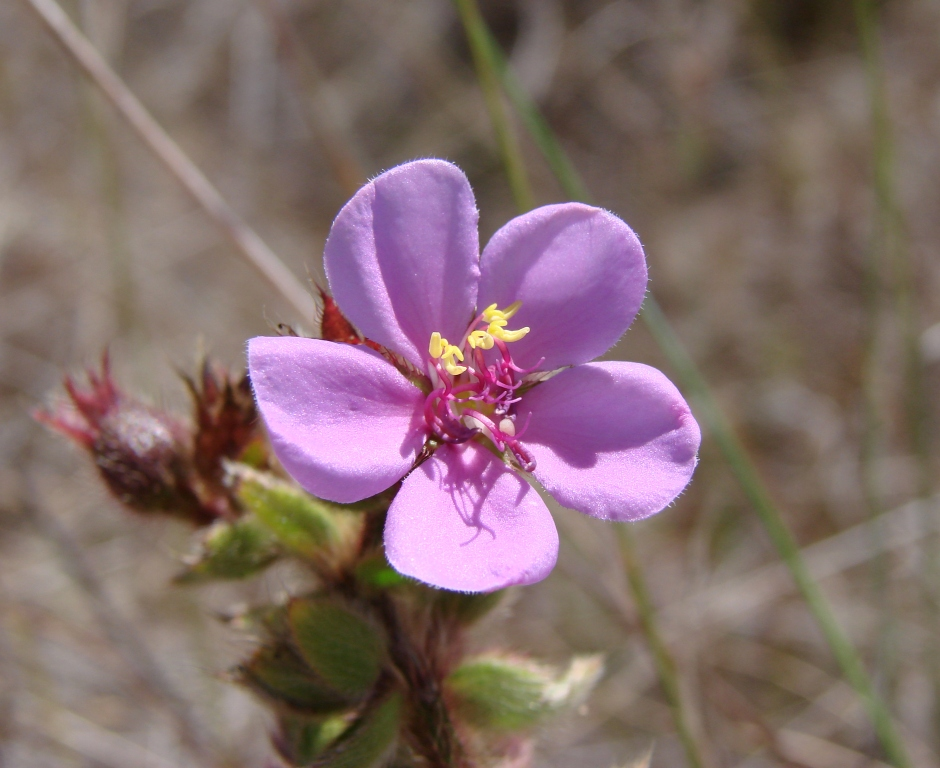
fleur de Desmoscelis villosa

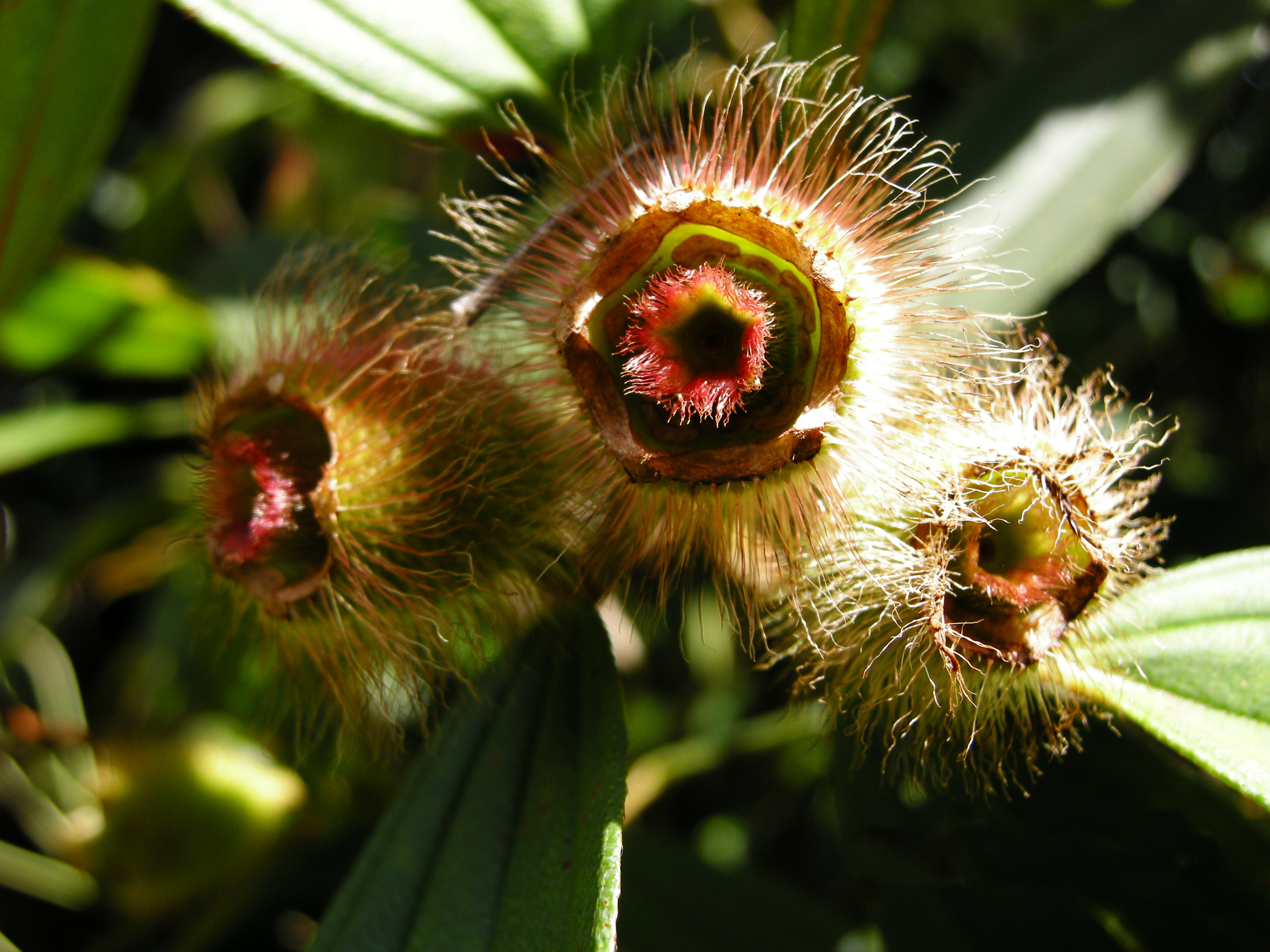
fruit de Desmoscelis villosa

Desmoscelis villosa est une herbacée ou un sous-arbrisseau haut de 0,5-1 m. Les tiges sont quadrangulaires, modérément à densément finement sétosées avec des poils obscurément scabreux long de 2-7(-10) mm.
Les limbes des feuilles mesurant (1,5-)3-5(-6) × 1-2,5 cm, sont de forme ovales à oblongues-elliptiques, à apex aigu, à base arrondie à cordée, chartacées fermes et entières, des deux côtés modérément strigosée à strigosée avec des poils fins, à 5-7 nervures.
Le pétiole est long de 2-5 mm.
Les fleurs sont généralement solitaires à l'aisselle des bractées supérieures des branches latérales courtes.
Les pédicelles sont longs de 1,5-3 mm.
L'hypanthium est long de 3,5-5 mm de long, modérément à densément finement serti.
Les lobes du calice sont longs de 2-3 mm.
Les pétales sont roses mesurant 6-9 × 4-7 mm.
Les thèques de l'anthère mesurent de 2,3-2,7 mm ou 1,8-2 mm de long.
Le grand connectif de l'anthère est prolongé de 1,5-2 mm, avec les lobes ventraux longs de 1,8-2 mm
Le petit connectif de l'anthère est prolongé de 0-0,1 mm, avec les lobes ventraux longs de 0,3-0,5 mm.
En 1953, Lemée en propose la description suivante de Desmoscelis villosa :

« D. villosa Naud. (Melastoma v. Aubl.). Herbe assez grande ; feuilles de 0,03-0,06 sur 15-25 mm., subsessiles ovales-lancéolées. ou oblongues, aiguës ou obtuses, à base arrondie, velues sur les 2 faces, 5-7 nervées ; calice à tube très velu, sépales aigus, pétales de 10 m. environ, grandes anthères subdroites, les petites un peu courbes. - Herbier Lemée : Chantier de Guatemala, fleurs blanches. »

— Albert Lemée, 1953.

## Répartition
Desmoscelis villosa est présent de la Colombie au Brésil, en passant par le Venezuela, le Guyana, le Suriname, la Guyane, l'Équateur, le Pérou, et la Bolivie.

## Écologie
Desmoscelis villosa pousse au Venezuela dans les savanes de plaine et d'altitude, les marécages de palmiers-bâche, les broussailles de sable blanc (bana), les zones ouvertes envahies par les mauvaises herbes le long des forêts sempervirentes de plaine, à 50-1 200 m d'altitude, et dans les Guyanes il est commun dans les plaines ouvertes.
Il s'agit d'une espèce hyperaccumulatrice d'alluminium.

## Protologue
En 1775, le botaniste Aublet a décrit Desmoscelis villosa et en a proposé le protologue suivant :
« 16. MELASTOMA (villoſa) foliis ſeſſilibus, ovatis, acutis; noribus corymboſis. (Tabula 168.)
Planta annua. Radix fibroſa, caulem ſolitarium, velptures, tetragonos, ramoſos, pilis longis, ſubcinereis tectos, bi aut tri-pedales proferens. Folia oppoſita, ovata, acuta, utrinque hirſuta, pilis ſubcinereis, declinata, ſeſſilia. Flores corymboſi, paniculati, terminales, corymbis oppoſitis, axillaribus. Calix : perianthium monophyllum, villoſum, curbinatum, concavum, quinque-dentatum, denticulis longis, acutis. Corolla alba. Stamina decem. Antheræ quinque erectæ ; quinque nutantes. Pericarpium: bacca exſucca, calice recondita, quinque-locularis & quinque-valvis.
Florebat Junio & Julio.
Habitat in pratis humidis, eundo è Caiennâ ad Courou.
LE MéLASTOME velu. (PLANCHE 168.)
Les racines de cette plante ſont dures, fibreuſes, rameuſes ; elles pouſſent une ou pluſieurs tiges de deux ou trois pieds de hauteur; elles ſont à quatre angles, couvertes de longs poils fins & griſâtres.
Les feuilles ſont deux à deux, diſpoſées en croix, ſeſſiles, inclinées vers la terre, ovales, terminées en pointe, chargées en deſſus & en deſſous de poils ſemblables a ceux de la tige. De l'aiſſelle des feuilles, à la partie moyenne & ſupérieure de la tige, naiſſent des rameaux chargés de fleurs blanches, qui ſont également hériſſées de poils.
Le calice eſt velu, arrondi par ſa baſe, découpé à ſon ſommet en cinq parties étroites, longues & aiguës.
Les pétales ſont au nombre de cinq, ovales, attaches par un onglet entre les diviſions du calice.
Les étamines ſont au nombre de dix ; leurs filets ſont places au deſſous des pétales ſur un diſque verdâtre, a la paroi interne du calice. Les étamines ſont de deux formes différentes ; cinq, rangées d'un cote, ont leurs filets droits ſur leſquels eſt articulée une anthère dont l'extrémité inférieure eſt grêle & fourchue ; les cinq autres à l'oppoſite ont de même leurs filets droits chargés d'une anthère dont l'extrémité inférieure eſt grêle, un peu plus longue, articulée dans l'endroit ou elle ſe diviſe en deux feuillets. Ces anthères ſont à deux loges, & s'ouvrent en deux valves en répandant une pouſſière verdâtre.
L'ovaire devient une capsule ſèche, renfermée dans le calice ; elle eſt à cinq loges, remplies de semences menues, & ſe partage à ſon ſommet en cinq valves.

J'ai trouvé cette plante en fleur & en fruit aux mois de Juin & Juillet, dans les lieux humides, ſur la route de Caïenne à Courou. »
— Fusée-Aublet, 1775.